# Palestinský islámský džihád

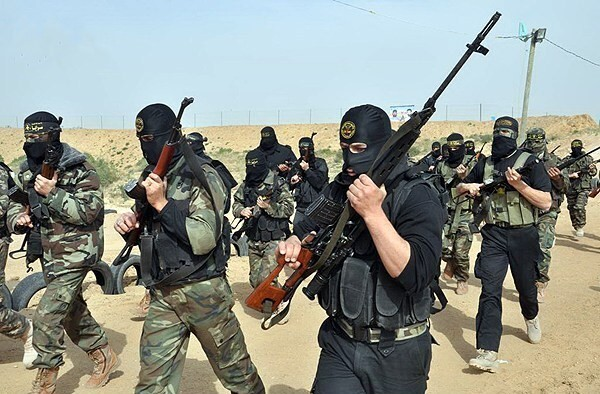
Výcvik odstřelovačů Jeruzalémských brigád

Palestinský islámský džihád (zkráceně PID, arabsky: حركة الجهاد الإسلامي في فلسطين, Al-Džihád al-Islámij al-Filastíníj) je palestinská militantní teroristická skupina, založena Fathim Šikakim jako odnož Egyptského islámského džihádu, která vznikla v Pásmu Gazy, pod vlivem íránské revoluce. Mezi proklamované cíle patří osvobození celého území Palestiny, zničení Státu Izrael a jeho následné nahrazení teokracií založenou na islámu.
Palestinský islámský džihád se ostře vymezuje proti takovým režimům arabského světa, které důsledně nedodržují korán a islám. V míře popularity zaostává za Hamásem, z důvodu absence obdobného sociálního programu. Příznivce se tak snaží oslovit právě teroristickými útoky. Sponzoři této skupiny pocházejí především z Íránu, Saúdské Arábie a států Perského zálivu. Sponzoři jsou nezřídka soukromé osoby či náboženské organizace, kteří například vyplácejí finanční odměnu za každý útok proti Izraeli. Vedení skupiny se nachází údajně v Sýrii.
Palestinský islámský džihád se nezaměřuje pouze na území Palestinské autonomie. V minulosti provedl i teroristické útoky v Jordánsku či v Libanonu. Převážně se ale zaměřuje na Pásmo Gazy a Západní břeh Jordánu. Své základny má například ve městech Hebron nebo Dženín.
Spojené státy americké v roce 2003 na svém území zadržely profesora Sami Al-Ariana, který by měl být vůdcem Islámského džihádu v Severní Americe.